# Landeslehrpreis Nordrhein-Westfalen
Der Landeslehrpreis Nordrhein-Westfalen ist ein Hochschulpreis des Landes Nordrhein-Westfalen für besondere Leistungen in der Lehre.

## Verleihung
Der Landeslehrpreis wird seit 2019 alle zwei Jahre durch das Ministerium für Kultur und Wissenschaft des Landes Nordrhein-Westfalen vergeben. Mit dem Preis will das Land NRW herausragende und innovative Leistungen, beispielsweise die Entwicklung und Umsetzung neuartiger Lehrkonzepte, den Einsatz besonderer Prüfungsmethoden oder neue Ansätze in der Beratung und Betreuung von Studierenden fördern. Der Preis ist mit 250.000 Euro dotiert.
Der Landeslehrpreis wird in fünf Kategorien vergeben, wobei ist jeder Preis mit 50.000 Euro dotiert ist und auch geteilt vergeben werden kann. Das Preisgeld soll für die Weiterentwicklung der Lehre der Preisträgerinnen und Preisträger eingesetzt werden. Über die Vergabe des Preises entscheidet eine Jury aus Lehrenden, Studierenden und Hochschuldidaktikerinnen und Hochschuldidaktikern von Universitäten, Hochschulen für angewandte Wissenschaft sowie Kunst- und Musikhochschulen.

## Preise

### 2019
- Lehre an Universitäten: Barbara Dauner-Lieb[6]
- Lehre an Hochschulen für angewandte Wissenschaften: Martin Bonnet, Technische Hochschule Köln[7]
- Lehre an Kunst- und Musikhochschulen: Claudius Lazzeroni, Professor für Interfacedesign an der Folkwang Universität der Künste in Essen[8]
- Sonderpreis „Lehre digital“: Simone Paganini vom Institut für Katholische Theologie der RWTH Aachen[9]
- Sonderpreis „Förderung des zivilgesellschaftlichen Engagements von Studierenden“: Katrin Bente Karl, Seminar für Slavistik der Ruhr-Universität Bochum[8][10]

### 2021
(Quelle: )
- Lehre an Universitäten: Peter Matussek, Universität Siegen
- Lehre an Hochschulen für angewandte Wissenschaften: Andreas Bernecker, Fachhochschule Aachen und Dirk Burdinski von der Fakultät für angewandte Naturwissenschaften der Technischen Hochschule Köln
- Lehre an Kunst- und Musikhochschulen:  Claudia Meyer und Natalia Ardila-Mantilla von der Hochschule für Musik und Tanz Köln
- Sonderpreis „Lehre digital“: Anja Richert, Direktorin an der Technischen Hochschule Köln
- Sonderpreis „Förderung des zivilgesellschaftlichen Engagements von Studierenden“: Jörn Griebel von der Uni Siegen

### 2023
(Quelle: )
- Lehre an Universitäten: Christian Huber lehrt Rehabilitationswissenschaften an der Bergischen Universität Wuppertal
- Lehre an Hochschulen für angewandte Wissenschaften: Valérie Varney, Technische Hochschule Köln[3][14]
- Lehre an Kunst- und Musikhochschulen: Tatjana Dravenau, Folkwang Universität der Künste
- Sonderpreis „Lehre und Lernen im Team“: Lena Tacke und Vanessa Henke, Technische Universität Dortmund
- Sonderpreis „Lehre junger Wissenschaftlerinnen und Wissenschaftler“: Laura Anderle von der Westfälischen Hochschule